# Windows Live Mail
Windows Live Mail, früher Windows Live Mail Desktop, ist ein nicht mehr gepflegter E-Mail-Client von Microsoft. Das Programm ist der Nachfolger von Outlook Express für Windows XP bzw. von Windows Mail für Windows Vista.
Windows Live Mail wurde vom selben Team entwickelt, das Outlook Express und daraus Windows Mail entwickelt hat. Die erste freigegebene Version wurde im November 2007 veröffentlicht und trug die Versionsnummer 12.
Microsoft hat den Support von Windows Live Mail am 10. Januar 2017 eingestellt und bietet es nicht mehr zum Download an.
Das Programm konnte über den Installer der Produktlinie Windows Essentials installiert werden.
Im Gegensatz zu Outlook Express und Windows Mail unterstützt Windows Live Mail keine Skriptsprache in Vorlagen mehr. Dafür ist ein Kalender integriert.

## Funktionen
Windows Live Mail enthält viele andere Funktionen aus Windows Mail und folgende Neuerungen:
- Windows Live Hotmail kann eingebunden werden
- Anbindung an Microsoft OneDrive
- Der Client wurde dem Erscheinungsbild von Windows Live angepasst
- Unterstützt RSS-Web-Feeds (setzt Internet Explorer ab Version 7 voraus)
- Multi-Line-Nachrichtenlisten wie in Outlook
- Emoticons in E-Mails und anderen Funktionen
- Rechtschreibprüfung
- Eine eigene Ordnerstruktur für jedes E-Mail-Konto
- Verändertes Versenden von Bilddateien: Mit einer so genannten Foto-E-Mail kann dem Empfänger der E-Mail eine Vielzahl von Fotos bereitgestellt werden, ohne dass dadurch die versandten E-Mails sehr groß werden. Dazu werden automatisch kleine Vorschaubilder erzeugt und in die E-Mail eingefügt, und zugleich wird eine größere Version jedes Bildes für 30 Tage auf einen Microsoft-Server hochgeladen. Die Vorschaubilder in der E-Mail sind so verlinkt, dass der Empfänger der Foto-E-Mail sich einzelne oder alle Fotos in der größeren Fassung ansehen und herunterladen kann. Hierzu ist allerdings ein Windows-Live Konto erforderlich. Sollen Fotos als verkleinerte Kopien direkt im Anhang der E-Mail gesendet werden, muss im Programm Windows Fotogalerie die Schaltfläche Foto-E-Mail mit ▼ erweitert und Fotos als Anlage senden gewählt werden.[7]
- Datenübernahme u. a. aus Outlook-Express (Mailbestand, Adressbuch, Konto- und Anmeldeinformationen), so dass eine verlustfreie Migration möglich ist.
- Die Windows Kontakte können in Live Mail 2012 importiert werden, Live Mail 2011 konnte die Windows Kontakte noch direkt (ohne Import) verwenden.
- Unterstützung von POP3 und POP3 over SSL sowie IMAP.